# 262ª Squadriglia
La 262ª Squadriglia fu un reparto attivo nel Servizio Aeronautico della Regia Marina (Prima guerra mondiale).

## Storia

### Prima guerra mondiale
La 262ª Squadriglia viene creata alla fine dell'inverno 1918 all'Idroscalo di Brindisi con i migliori piloti della locale Stazione Idrovolanti dotata di Macchi M.5 comandata dal Sottotenente di Vascello Umberto Maddalena che dispone di altri 9 piloti.
Il 9 giugno 1918 dopo un primo attacco di 14 idrovolanti austriaci di Durazzo, Maddalena con Francesco De Pinedo ed altri compiono un attacco a Durazzo ma arriva un secondo attacco con il quale 2 bombe colpiscono un gruppo di 30 persone sul piazzale dell'idroscalo. Un M.5 si alza in volo ed abbatte l'Hansa-Brandenburg W.13 K387 che ammara in emergenza.
Il 5 settembre 4 M.5, tra cui quello di Maddalena e del S.Ten. di Vascello Giovanni Paterniti, scortano una pattuglia di Macchi L.3 per attaccare unità navali nel Golfo di Drin ma al rientro l'idro di Maddalena ha problemi al motore costringendolo all'ammaraggio a 75 miglia da Brindisi.
Dopo 20 ore verrà recuperato dall'Antonio Mosto (cacciatorpediniere) scoprendo che lo stesso problema l'aveva avuto anche Paterniti.

### Seconda guerra mondiale
Al 10 giugno 1940 era all'Aeroporto di Ghedi con un CANT Z.1007bis nel CVII Gruppo del Ten. Col. Scipione Tadè del 47º Stormo Bombardamento Terrestre nella 1ª Squadra aerea.